# IX Mostra de Cinema Llatinoamericà de Lleida
La IX Mostra de Cinema Llatinoamericà de Lleida va tenir lloc a Lleida entre el 14 i el 22 de març de 2003. Fou organitzada pel Centre Llatinoamericà de Lleida amb el suport del Patronat de Turisme de la Paeria de Lleida i la col·laboració de la Fundació "la Caixa", la Universitat de Lleida, l'Instituto de Cooperación Iberoamericana, el Ministeri d'Assumptes Socials d'Espanya, la Casa de América i l'Institut Català de Cooperació Iberoamericana. La inauguració i clausura es van celebrar al Teatre Principal de Lleida i les exhibicions al Teatre Municipal de l'Escorxador. Es van projectar un total de 70 pel·lícules, 18 a la selecció oficial, i van visitar-la els actors Pilar Bardem, Jordi Dauder o Mercè Sampietro. Es va fer un homenatge a Gerardo Herrero. Paral·lelament es va exhibir un d'un curtmetratge produït per Paul McCartney i l'exposició de treballs d'Oscar Grillo al Cafè del Teatre de l'Escorxador. El seu director, Juan Ferrer, va criticar la manca de finançament tant del govern central com de la Generalitat de Catalunya.

## Pel·lícules exhibides

### Selecció oficial
- El bonaerense de Pablo Trapero
- El juego de la silla d'Ana Katz
- Vladimir en Nueva York de Diego Gachassin
- Nada de Juan Carlos Cremata Malberti
- Hasta los huesos de René Castillo
- Un oso rojo d'Israel Adrián Caetano
- Donde cae el sol de Gustavo Fontán
- New York Spin de Pedro Valiente
- De Mesmer, con amor o Té para dos d'Alejandro Lubezki
- El descanso d'Ulisses Rossell, Andrés Tambornino i Rodrigo Moreno

### Homenatge a Gerardo Herrero
- Lugares comunes d'Adolfo Aristarain
- El último tren de Diego Arsuaga
- Terra i llibertat de Ken Loach
- Cosas que dejé en La Habana de Manuel Gutiérrez Aragón
- Guantanamera de Tomás Gutiérrez Alea

## Jurat
El jurat fou presidit per Kiti Mánver i en formaren part el guionista Juan Cobos, la crítica d'art Menene Gras Balaguer i el director de fotografia Porfirio Enríquez.

## Premis
Els premis atorgats en aquesta edició foren:
| Categoria            | Premiat              | Treball                           |
| -------------------- | -------------------- | --------------------------------- |
| Premi de l'Audiència | Donde cae el sol     | Gustavo Fontán                    |
| Premi de l'Audiència | New York Spin        | Pedro Valiente                    |
| Menció especial      | Hasta los huesos     | René Castillo                     |
| Menció especial      | Nada                 | Juan Carlos Cremata Malberti      |
| Millor pel·lícula    | El bonaerense        | Pablo Trapero                     |
| Millor opera prima   | El juego de la silla | Ana Katz                          |
| Millor director      | Diego Gachassin      | Vladimir en Nueva York            |
| Millor actor         | Julio Chávez         | Un oso rojo                       |
| Millor actriu        | Raquel Bank          | El juego de la silla              |
| Millor guió          | Alejandro Lubezki    | De Mesmer, con amor o Té para dos |
| Millor documental    | José Sánchez-Montes  | Bola de nieve                     |